# وانگ هیوفنگ
وانگ هیوفنگ (انگلیسی: Wang Huifeng؛ زادهٔ ۲۴ ژانویهٔ ۱۹۶۸) شمشیرباز اهل چین است.